# División de Chhatrapati Sambhajinagar
Chhatrapati Sambhajinagar (en maratí: औरंगाबाद विभाग) es una de las seis divisiones administrativas del estado de Maharastra en la India. Coincide casi completamente con la región histórica de Marathwada.

## Distritos
La división se encuentra a su vez subdividida en ocho distritos según la tabla siguiente;
| Distrito                  | Capital       | Superficie km² | Habitantes (Censo: 2011) | Densidad Hab/km² |
| ------------------------- | ------------- | -------------- | ------------------------ | ---------------- |
| Chhatrapati Sambhajinagar | Sambhajinagar | 10 100         | 3 695 928                | 365,93           |
| Beed                      | Beed          | 10 693         | 2 585 962                | 241,83           |
| Hingoli                   | Hingoli       | 4 526          | 1 178 973                | 260,49           |
| Jalna                     | Jalna         | 7 612          | 1 958 483                | 257,29           |
| Latur                     | Latur         | 7 157          | 2 455 543                | 343,10           |
| Nanded                    | Nanded        | 10 422         | 3 356 566                | 322,06           |
| Dharashiv                 | Dharashiv     | 7 512          | 1 660 311                | 221,02           |
| Parbhani                  | Parbhani      | 6 512          | 1 835 982                | 281,94           |

## Estadísticas
- Superficie: 64 534 km²
- Superficie bajo riego: 9 610,84 km²
- Población (censo 2011) : 18 727 748[1]

## Idiomas
Maratí, Urdu, Hindi.